# Assur-bán-apli
Assur-bán-apli, biblikus és görög alakban Asszurbanipál vagy Szardanapal: "Assur megteremtette az örököst", vagy "Assur fiút teremtett" (uralkodott i. e. 668 – i. e. 631/i. e. 629(?)) az Újasszír Birodalom utolsó jelentős uralkodója volt, aki apját, Assur-ah-iddinát követte a trónon. Uralkodásához kötődik Egyiptom meghódítása és kiürítése, Elám elpusztítása és a ninivei könyvtár létrehozása.

## A hatalom megszilárdítása
A betegeskedő Assur-ah-iddina apja, Szín-ahhé-eríba nyomdokain haladva nem legidősebb fiát, hanem az eredetileg papnak szánt, ezért legtöbb elődjénél és kortársánál műveltebb Assur-bán-aplit küldte felkészítésre a bít ridútiba. Apjuk halála után fiait nagyanyjuk, Zakútu megeskette, hogy nem fognak fellázadni az újdonsült király ellen – ennek megakadályozására az idősebbik fivért, Samas-sum-ukínt Babilónia királyává koronázták, ami egyfajta kormányzói kinevezéssel volt egyenértékű asszír szempontból. Az öröklés biztosításának köszönhetően Assur-bán-apli meglehetősen gyorsan, még 669 előtt elfoglalhatta a trónt.

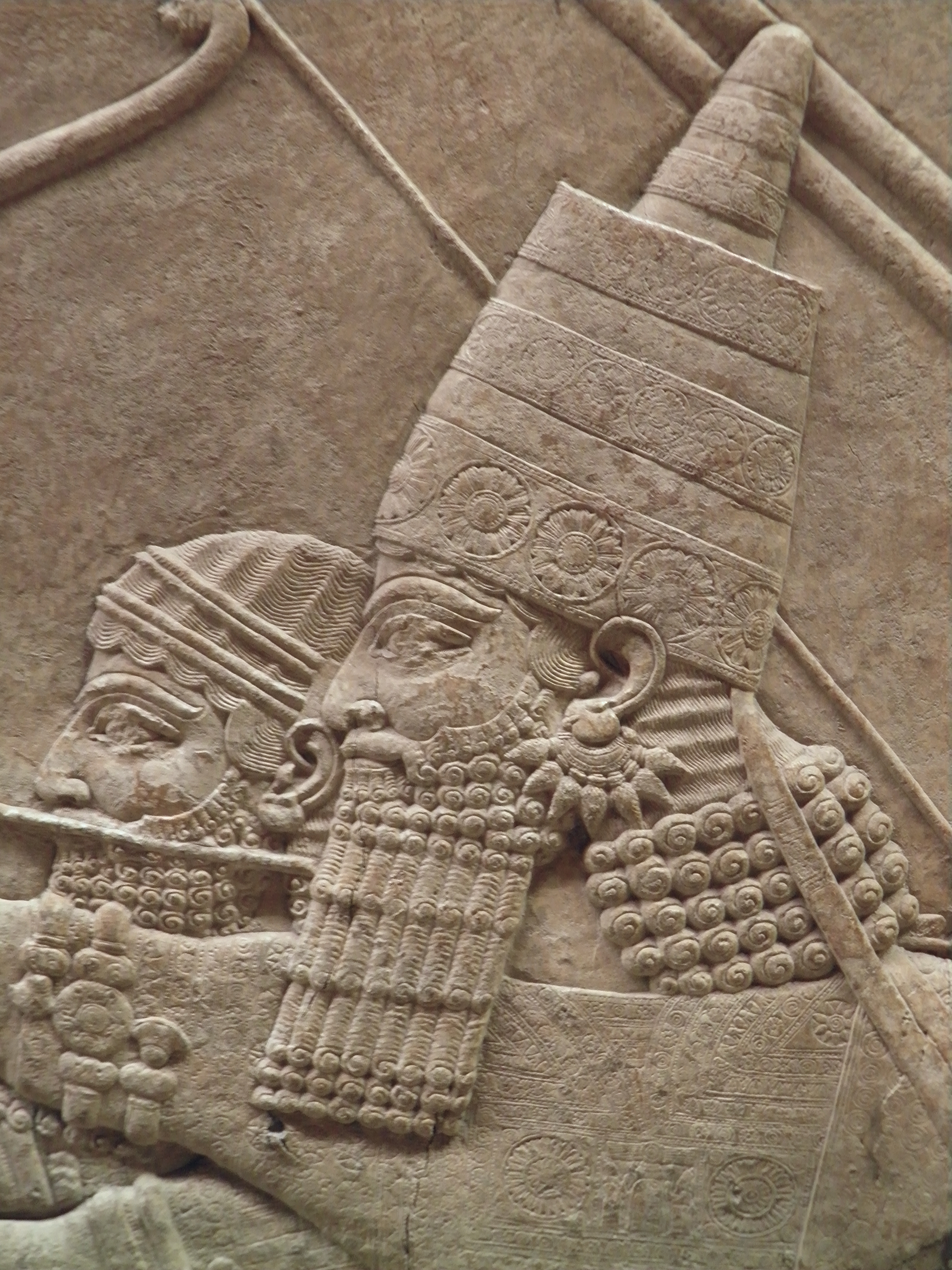
Assur-bán-apli portréja a híres királyi oroszlánvadászat reliefről, a ninivei palotából.

## Egyiptomi hadjáratok
Assur-ah-iddina éppen a núbiai Taharka (akkád névváltozata Tarkú) fáraó ellen vezetett hadjáratot, amikor elhunyt, így riválisa megőrizhette hatalmát, de az alsó-egyiptomi asszír vazallusok is megmaradtak a birodalom hűségén. I. e. 667-ben aztán asszír hadsereg indult Egyiptomba, és Memphisznél legyőzte Taharkát, aki Thébába menekült. A király mindvégig Ninivében tartózkodott, de kiváló futárszolgálatán keresztül gyorsan elrendelte az ellenfél üldözését. Mielőtt erre sor került volna, a Nílus-delta hűbéresei fellázadtak, így inkább azokat verték le. A főkolomposokat a király színe előtt kivégeztették, kivéve Szaisz fejedelmét, I. Nékót, akit Assur-bán-apli megerősített posztján.
I. e. 664-ben az elhunyt Taharka utóda, Tanutamon indított rohamot Memphisz ellen, ahol legyőzte az egyiptomi szövetségesek seregét. (Nekó is itt halhatott meg.) Az ellencsapást immár személyesen a király vezette, és nem csak Memphiszt foglalta vissza, de még Thébát is kirabolta. Ezután azonban nem hallunk többet Egyiptomról asszír részről: a király feltehetőleg felmérte, hogy a terület az Újasszír Birodalom akciórádiuszán kívül esik, és valószínűleg tervszerűen ürítette ki a nagy múltú tartományt.

## Lüdia
Anatólia területén ebben az időben, Urartu és Phrügia bukását követően Lüdia vált domináns nagyhatalommá. Királya, Gügész (az asszír forrásokban neve Gugu, ami akkádul szolgát jelent) a kimmerek elleni harc során egy állítólag Assurtól sugalmazott álom hatására követet küldött Ninivébe, és győzelmet is aratott. Nemsokára aztán a lázadó Egyiptomnak nyújtott segítséget i. e. 665-ben – engedélyezte, hogy lüd zsoldosokat toborozzon a fáraó – mire a kimmerek legyőzték, az asszírok nem kis kárörömére. Lügdamisz (asszírul Dugdamme) kimmer király felett i. e. 640-ben Kilikiában Assur-bán-apli hadai győzelmet arattak.

## Samas-sum-ukín lázadása
Assur-bán-apli fivére, a babiloni Samas-sum-ukín 16 éven át eltűrte öccse uralkodását, azonban ismeretlen okokból i. e. 652-ben fellázadt ellene. Támogatói az elámiak, a kháldok és az arabok voltak. I. e. 650-ben már Babilont ostromolták az asszír seregek. Samas-sum-ukín Babilon lángjai közé vetette magát, amikor látta, hogy minden elveszett. A területet i. e. 648-ra sikerült csak végleg pacifikálni. Babilónia királya ekkor a rejtélyes Kandalánu lett. Személyéről semmit sem tudunk, így akár maga Assur-bán-apli is lehetett más trónnéven (volt már példa ilyesmire, ld. III. Tukulti-apil-ésarra és V. Samsi-Adad esetét) – főleg, hogy egy évben haltak meg (noha az asszír uralkodó esetében ez teljes bizonyossággal nem tudható). Kandalánu alatt béke honolt Babilóniában.

## Elám

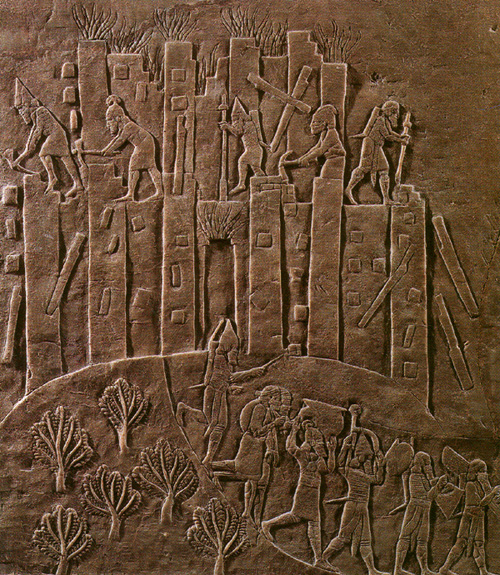
Az asszír katonák lerombolják Szúszát. Dombormű Ninivéből

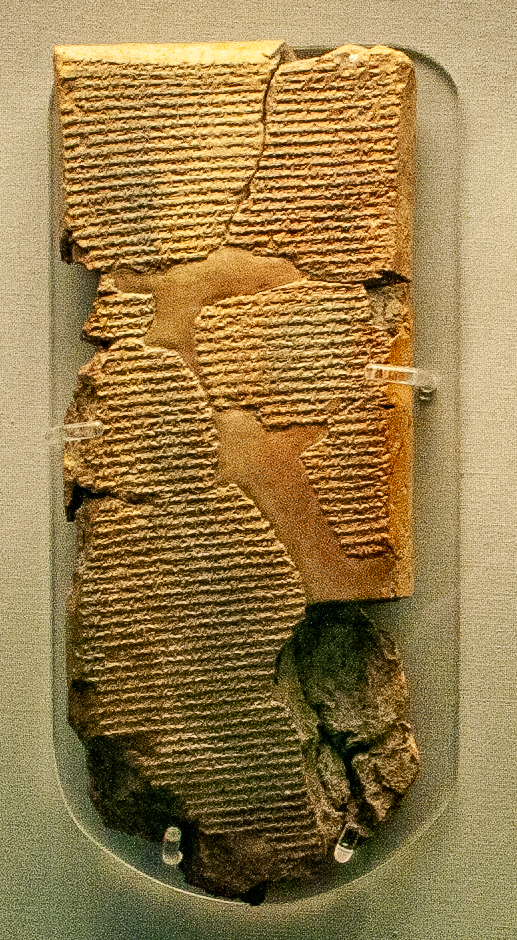
Ékírásos szöveg az egyiptomi hadjáratok és Gügész király követségének említésével Ninivéből (British Museum)

Elám már az i. e. 3. évezred óta zaklatta Mezopotámiát betöréseivel, az asszírok elleni babilóniai lázadásokat pedig előszeretettel támogatta. Assur-bán-apli már Samas-sum-ukín felkelése előtt a helyi trónviszályokba beavatkozva két hadjáratot vezetett Tempt-Humban-Insusinak (akkádul Teumman) ellen (i. e. 667; i. e. 653). A második, Uláj menti ütközetben a rivális uralkodó elesett, levágott fejét Arbailu és Ninive városában tették közszemlére.
Babilónia pacifikálását követően minden eddiginél vehemensebb büntetőhadjáratok indultak a délnyugat-iráni ország ellen. Az új király, III. Humban-haltas (Ummanaldas) nem tudta feltartóztatni az újasszír seregeket i. e. 648-ban és 647-ben, amikor is azok feldúlták és kirabolták Szúszát, a fővárost. Elám rivális fejedelemségek halmazává hullott szét, és sosem nyerte vissza jelentőségét.

## A könyvtár
Assur-bán-apli a hódítások mellett nagy hangsúlyt fektetett a kultúra támogatására, amelynek természetesen leginkább kultikus vonala volt kiemelkedő. Ennek legfontosabb példája a ninivei könyvtár volt, ami a világ első szisztematikusan rendezett gyűjteménye. Néhány megbízólevél fenn is maradt, amiben a különböző mezopotámiai templomok, iskolák, archívumok anyagainak lemásolását és fővárosba küldését rendeli el. A fennmaradt művek többsége tudományos-vallási célú (szótárak, tematikus szó-listák, orvosi és csillagászati alkotások, jóslatok, átkok). A kb. 1500 ránk maradt ékírásos agyagtáblából mindössze 100 irodalmi jellegű (például a Gilgames-eposz). A leletcsoport i. e. 612-ben, a méd-újbabiloni támadásnak „köszönhetően” maradt fenn, ugyanis a támadók felégették a várost, ennek során kiégtek az agyagtáblák is, így maradhatott az utókorra.
A Hormuzd Rassam feltárásai során előkerült archívum eredeti helye ismeretlen, ugyanis részletes dokumentáció híján nem derül ki, hogy Szín-ahhé-eríba régi, Délnyugati, vagy Assur-bán-apli új, Északi Palotájában találták-e meg az ékírásos táblákat.
A lelet nagy része a British Museumba került.

## Az utolsó évek
I. e. 640 után az addig igen termékenynek bizonyuló (például Rassam-cylinder) Assur-bán-apli nem hagyott hátra királyfeliratot. Még limmu-jegyzék sem maradt ránk, noha a tisztviselők neveit ismerjük – sajátos módon többet is, mint kellene. Nem tudni, hogy az ezt követő időszakban mi történt az Asszír Birodalomban, és még a király uralkodása végének dátuma sem bizonyos – ahogy az sem, hogy csak visszavonult-e, avagy meghalt. Az örökösödési rend sem ismert. Az uralkodását követő időszakra Assur-etelli-iláni, Szín-sar-iskun és Szín-sum-lisir polgárháborúja nyomta rá a bélyegét, amit csak tetézett Nabú-apal-uszur függetlenségi harcának megindulása. Assur-bán-apli után az Újasszír Birodalom rohamléptekkel megindult a végső pusztulás felé vezető úton.